# Amblyornis
Az Amblyornis a madarak osztályának verébalakúak (Passeriformes) rendjébe, ezen belül a  lugasépítő-félék (Ptilonorhynchidae) családjába tartozó nem.

## Rendszerezésük
A nemet Daniel Giraud Elliot írta le 1872-ben, az alábbi fajok tartoznak ide:
- üstökös kertészmadár (Amblyornis flavifrons)
- narancsbóbitás kertészmadár (Amblyornis subalaris)
- aranybóbitás kertészmadár (Amblyornis macgregoriae)
- kertészmadár (Amblyornis inornata)
- oszlopépítő kertészmadár (Amblyornis newtoniana[1] vagy Prionodura newtoniana[3])
- Archbold-lugasépítő (Amblyornis papuensis vagy Archboldia papuensis[4])